# Dwór w Rymanowie
Dwór w Rymanowie – zabytkowy dwór wybudowany w 1826, wraz z parkiem, znajdujący się w miejscowości Rymanów.

## Opis
W 1794 miasto Rymanów nabył Franciszek Skórski. Kiedy utrzymanie istniejącego zamku stało się zbyt kosztowne zaprzestał jego remontu, a wybudował w 1826 dwór dla swojej żony Zofii Skórskiej. Zamek został ostatecznie rozebrany po wielkim pożarze miasta w 1839. Dwór wzniesiono według projektu znanego lwowskiego architekta pochodzenia włoskiego Piotra Signo, brata Zofii Skórskiej. Był budynkiem parterowym, nakrytym dachem czterospadowym, z piętrową częścią środkową zwieńczoną trójkątnym naczółkiem. Wejście od strony wschodniej poprzedzał czterokolumnowy ganek wspierający balkon piętra. Elewację tylną (zachodnią) zdobił portyk wgłębny z dwiema półkolumnami. Wnętrze miało układ dwutraktowy. Gmach otoczono parkiem.
W 1872 dobra rymanowskie kupili Anna i Stanisław Potoccy, twórcy rymanowskiego uzdrowiska i w rękach rodziny Potockich pozostały do 1945. W czasie I wojny światowej dwór został częściowo spalony. Spłonął 15 września 1944 podczas bombardowania miasta. Po 1945 został odbudowany i częściowo przekształcony. W czasie odbudowy dwór skrócono o dwie osie okienne na każdym skrzydle. Zmieniono także układ osi okiennych w części parterowej, a okna pozbawiono cech stylowych. We dworze urządzono szkołę dla leśników.
W 2000 Lasy Państwowe sfinansowały kolejny remont budynku i stał się siedzibą Nadleśnictwa Rymanów.
Z założenia dworskiego zachowały się: wozownia, stajnia, filary bramne i pozostałości parku z dwiema alejami parkowymi, główną lipową i biegnącą równolegle do niej grabową.

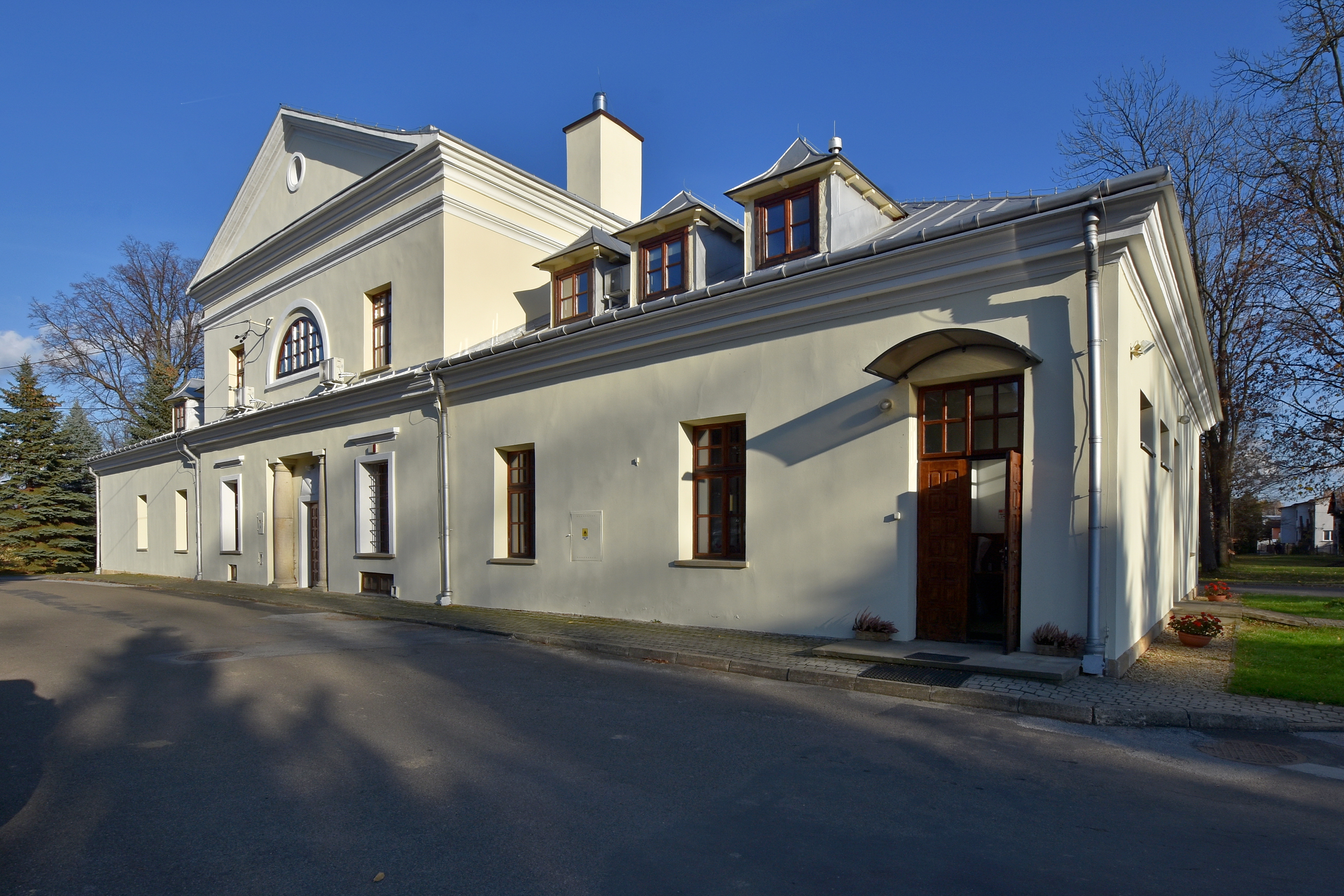
Elewacja tylna
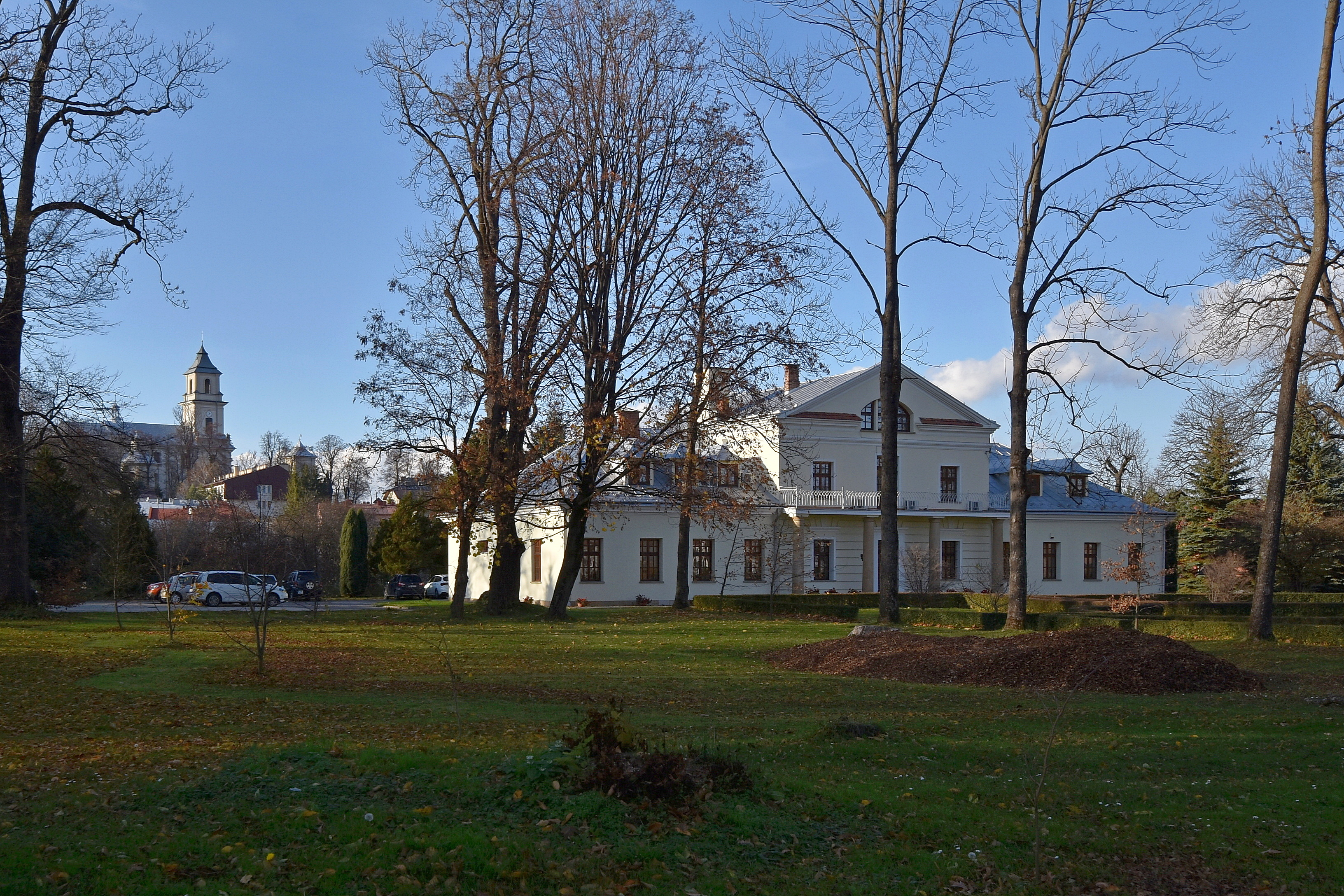
Widok ogólny
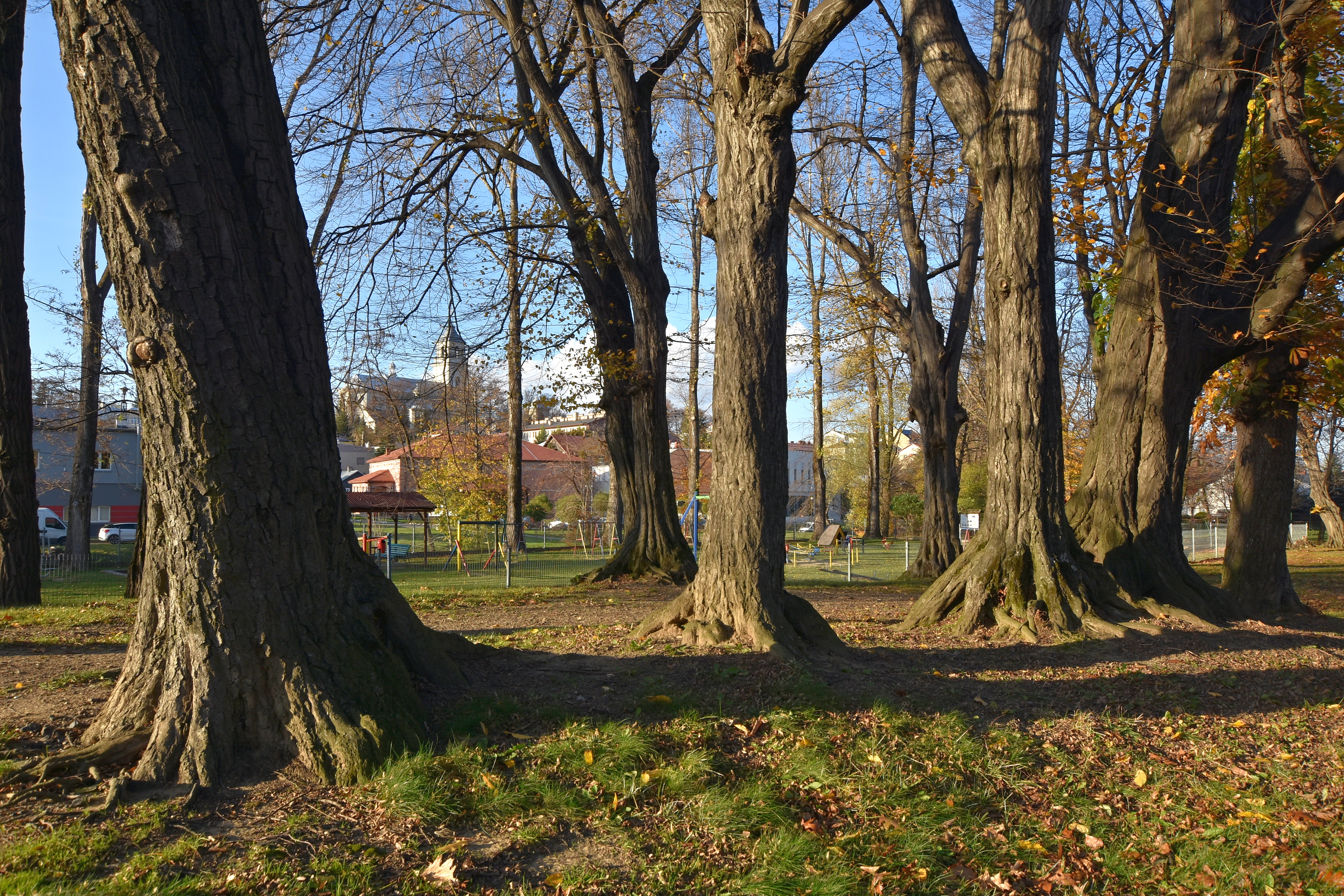
W parku